# ويليام إي. ماكولاي
ويليام إي. ماكولاي (بالإنجليزية: William E. Macaulay)‏ هو مسير أعمال أمريكي، ولد في 2 سبتمبر 1945 في ذا برونكس في الولايات المتحدة.